# Talismán

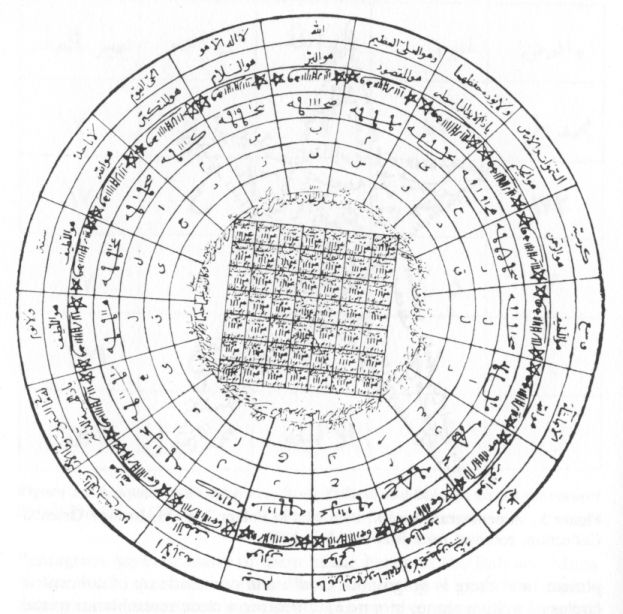
Tipo de Talismán

Un talismán (proveniente de la palabra árabe  طلسم tilasm, y esta derivada del vocablo griego teleō (τελέω), que significaba "consagrarse" o "completo") es un objeto, generalmente una piedra preciosa, semipreciosa, o hecho de oro o plata; a veces con alguna inscripción, o una forma/figura especial; a la que la superstición atribuye un efecto apotropaico o algún otro tipo de poderes. Esta última palabra, Teleo, hacía referencia a cualquier objeto o idea que completaba otra y la convertía en un todo, un cuerpo o pensamiento completo.
En muchas ocasiones amuletos y talismanes son confundidos; sin embargo, mientras que el amuleto es un objeto con propiedades mágicas inherentes, el talismán se dice que debe ser cargado con poderes mágicos por la persona que lo creó. El acto de "consagración" de un talismán es en el que su dueño le daba al talismán sus debidas propiedades mágicas. De hecho, el talismán siempre se crea por una razón en concreto, mientras que un amuleto se usaba de forma general, con fines como atraer la buena suerte o evitar el mal.
Sin embargo, no tiene por qué tener un origen mineral: la pata de conejo o el trébol de cuatro hojas se consideran también talismanes, y su origen es completamente diferente. La confección del talismán debe ser sumamente cuidadosa, para poder así representar con la mayor exactitud posible la armonía entre las fuerzas universales; pues cuanto más exacto es el simbolismo, es más sencillo atraer la fuerza y la suerte.
Según el "Breve diccionario etimológico de la lengua castellana"  de J . Corominas: TALISMÁN, documentado en el siglo XVIII se remonta por vía del francés un siglo antes, y este del persa tilismat, plurar de tilism. Este del griego biz. telesma, ceremonia religiosa, derivado de teleo, yo cumplo, hago un sacrificio.